# Битва під Лаупеном
Битва під Лаупеном (нім. Laupen; 21 червня 1339) — військовий конфлікт, у якому швейцарське місто та республіка Берн разом зі своїми союзниками протистояло Фрібуру та його союзникам-феодалам з Бургундського графства й габсбурзьких володінь. Берн вийшов переможцем, зміцнивши свої позиції в регіоні. Унаслідок цієї сутички відносини між Берном і Швейцарською конфедерацією значно потеплішали, що зрештою призвело до приєднання Берну до конфедерації в 1353 році. Це також була перша битва, у якій документально зафіксовано використання білого хреста швейцарськими вояками як польового знака.

## Передісторія
У 1218 році, коли обірвався рід Церінгенів, Берн набув статусу імперського вільного міста. Упродовж наступних років бернці суттєво розширили свої землі по обидві сторони річки Ааре. Однак це розширення обійшлося феодалам регіону дуже дорого та призвело до посилення конкуренції з сусіднім містом Фрібур. Берн перебував у союзі з Фрібуром з 1241 року, але в 1277 році Фрібур був проданий дому Габсбургів.
Фрібур уклав союз із сусідніми феодалами, включно з графствами Невшатель, Савоєю та Базельським князь-єпископством, зібравши військо чисельністю близько 17 000 чоловік, зокрема близько 1 000 важкої кавалерії під командуванням Рудольфа фон Нідау і Жерара де Валенжена. Хоча кавалерія була потужною силою, більша частина піхоти, за винятком фрібурського контингенту, була погано екіпірована і невмотивована.
Ці сили вирішили протистояти Берну, взявши в облогу замок Лаупен. Аби зняти облогу, Берн зібрав військо чисельністю 6 000 осіб, яке складалося з бернців за підтримки лісових кантонів Урі, Швіц і Унтервальден (які уклали військовий союз із Берном у 1323 році) та інших союзників (Зімменталь, Вайссенбург, Обергаслі).
Габсбурзький герцог Австрії і граф Кібург зосередили війська в Ааргау, загрожуючи Берну зі сходу. Ймовірно, саме через це бернський солтис Йоганн II фон Бубенберг не очолив загін підкріплення, відправлений до Лаупена, а залишився в місті, готуючись до можливої облоги.

## Хід битви
Бернське військо вирушило на підкріплення в Лаупен і прибуло опівдні 21 червня. Замість того, щоб спробувати атакувати фрібурську лінію облоги, бернці розгорнулися на пагорбі Брамберг приблизно 3 км на схід-північний схід від замку Лаупен, кличучи ворога на бій. Формування бернців складалося з одного або кількох піхотних підрозділів, вишикуваних у глибокі порядки. На одному фланзі, ймовірно лівому, стояли війська лісових кантонів. Фрібурці помітили прибуття бернців, швидко озброїлися та вишикувалися до бою. Піздно опівдні вони розпочали атаку.

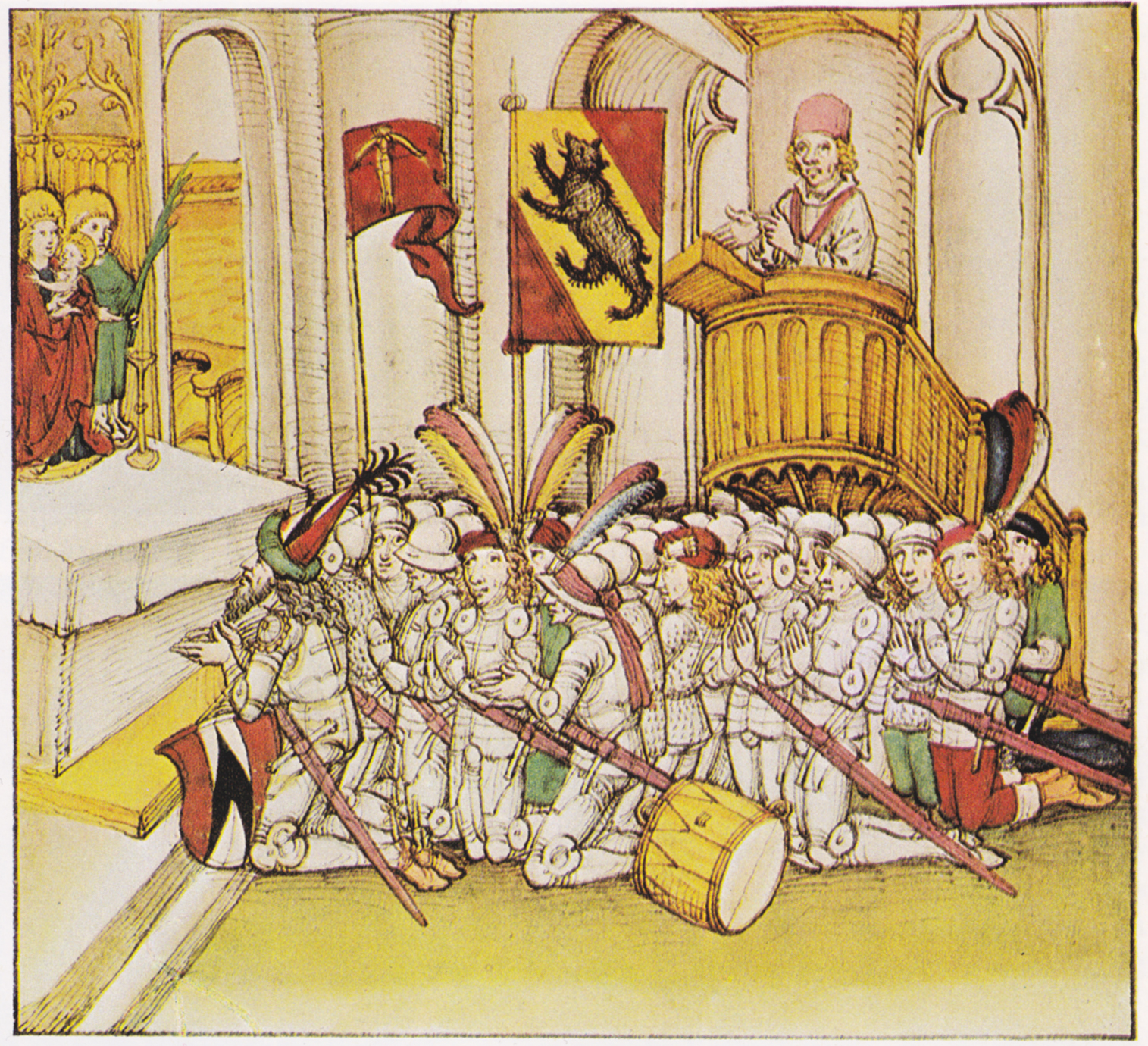
Молитва бернців перед битвою. Рудольф фон Ерлах зображений зі своїм гербом на колінах біля вівтаря

Фрібурські сили очолювала кіннота, за нею висувався значніший піхотний корпус. Невідома кількість військ, залишилася в таборі облоги для охорони осадового обладнання та недопущення вилазки бернського гарнізону, який налічував 600 вояк. Передовий загін фрібурської кінноти підібрався ближче до бернських позицій, де новопосвячені лицарі замахувалися шаблями, однак бернці втримали свої позиції. Щойно фрібурська піхота вишикувалася, кіннота пішла в атаку та зіштовхнулася із загоном лісових кантонів, який швидко сформував кругову оборону, знану як «їжак». Поза флангової атаки, основні сили фрібурської піхоти почали наступ на пагорб. Бернці виставили дрібні загони арбалетників і пращників, аби сповільнити фрібурців, та вже невдовзі мусили відступити, коли фрібурці зімкнулися. Імовірно, це спричинило паніку в тилових рядах бернської армії, і чимало вояк (за різними даними до 2000) втекли в ліс за Брамбергом. Примітно, що решта армії трималася непохитно. Дві піхотні лінії зіткнулися. Незважаючи на чисельну перевагу, фрібурці були швидко розбиті та втекли в напрямку Лаупена, причому втечу очолив феодальний контингент з Во. Особливо сильно постраждав контингент з Фрібура, який втратив свого бургомістра та прапороносця міста. Продемонструвавши бездоганний контроль, частина бернської армії перегрупувалася та рушила на допомогу лісовим кантонам, які все ще були оточені фрібурською кавалерією. Битва тут була, мабуть, найзапеклішою за весь день, адже вершники тепер билися на два фронти. Після короткої кривавої бійні кавалерія була розгромлена та зазнала великих втрат. Загинуло щонайменше 80 шляхтичів, зокрема графи Нідау, Валанжена й Аарбурга, а також син Людовика II Водуанського. Вороги, що залишилися в живих, втекли, а облогу Лаупена було знято. Наближався вечір, що стримало погоню, але бернські війська увійшли в Лаупен, де влаштували святкування та церемонії подяки за перемогу.

## Наслідки

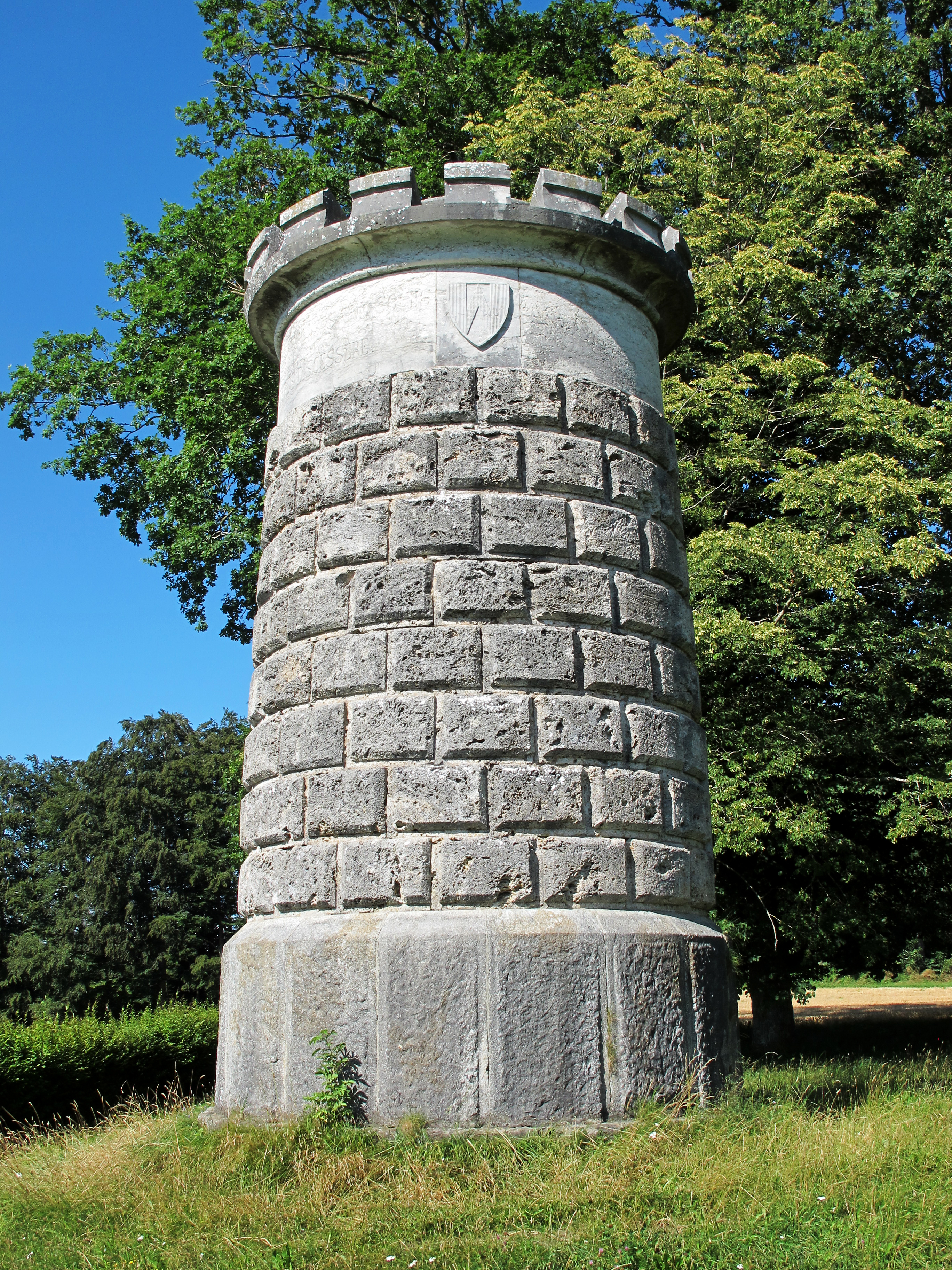
Пам'ятник битві на Брамберзі, громада Ноєнегг, скульптора
Карла Марселя Гайгеліна (1798—1833), із написом
«In memoriam proelii Laupensis e quo Bernenses cum sociis die 21 junii 1339 victore discessere», з гербом Ерлаха «Hic lapis positus est 1853».

Габсбурзько-кібурзькі війська на сході не змогли вчасно дістатися Лаупена, аби долучитися до битви, і розбіглися, отримавши звістку про поразку. Перемога бернців і швейцарців, що їх двічі переважали за чисельністю та проти яких виступив елітний кіннотний корпус, стала несподіванкою. Хроністи зазначають, що в рядах відступаючих габсбурзьких вояків лунали вигуки на кшталт «Бог сам, мабуть, став бернцем».
Хоча битва закінчилася для Берну перемогою, конфлікт не завершився цілком. У ході невеликих сутичок Фрібур зі шляхтою надалі вдавалися до набігів та економічної блокади, щоб завдати ще більшої шкоди Берну. Лише у 1340 році Агнеса Австрійська уклала мир, виступивши посередницею між сторонами.
Берн зблизився зі Швейцарською конфедерацією і в 1353 році став її восьмим членом, присягнувши на вічну дружбу. При цьому Берн не брав участі в битві під Земпахом у 1386 році. Однак у Старій цюрихській війні 1444—1446 років бернці вирушили до Грайфензее, що за 150 кілометрів, щоб підтримати Конфедерацію. Надалі Берн знову отримав підтримку швейцарців під час Бургундських війн.
Протистояння між Берном і Фрібуром тривало протягом усього XIV століття, проте вже не виливалось у військовий конфлікт. Фрібур здобув значні території поблизу Берна, проте всі вони були втрачені внаслідок поразки під Земпахом і мирного договору 1389 року між Габсбургами та Швейцарською конфедерацією. Фрібур відновив свій союз із Берном у 1403 році та відмовився від експансіоністської політики, зосередившись на придбанні територій у своєму безпосередньому оточенні. Це дозволило Берну стати наймогутнішою міською республікою на північ від Альп до початку Нового часу і проклало шлях до вступу Фрібуру як асоційованого члена Конфедерації у 1454 році та повноправного в 1481 році.

## Ширше значення
Подібно до битви при Беннокберні за 25 років до того, Лаупенська стала однією з низки битв, які передвістили певний занепад важкої середньовічної кінноти (класичних «лицарів» XII—XIII століть) перед обличчям удосконалених тактик піхоти в наступному столітті.
Це також перший відомий випадок, коли швейцарський хрест слугував розпізнавальним знаком для військ Конфедерації: вояки носили на одязі дві ткані смуги, викладені у формі хреста. У своїх ілюстраціях 1480-х років Дібольд Шиллінг Старший навмисно зображає цей польовий знак у вигляді білого хреста на червоному тлі, що його використовували загони лісових кантонів, ще не нанесеним на прапори кантонів. На тих самих зображеннях атакуюча савойська кіннота постає з білим хрестом Савої на червоному тлі — і на своєму прапорі, і на щитах вершників.
Ця битва займає ключове місце в швейцарській військовій історії як перша відкрита перемога Конфедерації над Габсбургами. Хоча швейцарці вже завдали поразки габсбурзькому війську під Моргартеном 1315 року, це був засідковий напад на маршируючі загони, а не відкрита сутичка на полі. Тривалий конфлікт із Габсбургами став однією з головних рушійних сил становлення та розширення Конфедерації й тривав понад два століття — від смерті короля Рудольфа I у 1291 році до укладення миру 1511 року за підсумками Швабської війни. Саме протистояння з Альбрехтом II спонукало Цюрих, Гларус, Цуг і Берн вступити до Конфедерації, утворивши Конфедерацію вісьмох кантонів. Після короткого союзу з Габсбургами під час Гуглерської війни 1375 року конфлікт відновився в 1380-х і досяг кульмінації в битві під Земпахом 1386 року, де габсбурзькі війська зазнали нищівної поразки.